# Кузьмин, Евгений Александрович
Евгений Александрович Кузьмин (род. 8 июля 1974 года) — казахстанский профессиональный хоккеист.

## Карьера
Воспитанник усть-каменогорской школы хоккея. Выступал в МХЛ и РХЛ в составе «Металлурга» (Новокузнецк). За три сезона провёл 109 игр, набрав 3+5 очков.
Перед началом сезона 1998/99 переехал в Хабаровск. В РХЛ в составе «Амура» провёл 45 игр, набрав 3+4 очка. Конец сезона 1999/2000 провёл в Альметьевске.
Следующие два сезона играл в Нижнекамске, Хабаровске, Перми, Новосибирске, Лениногорске. Результат — 35 игр в высшей и 3 игры в первой лиге.
В 2002 году вернулся в Усть-Каменогорск. За 4 сезона в составе «Казцинк-Торпедо» провёл 135 игр в высшей лиге чемпионата России и 49 игр в чемпионате Казахстана. Дважды стал чемпионом Казахстана (2004, 2005). Участвовал в двух чемпионатах мира.
Вторую половину сезона 2005/06 провёл в барнаульском «Моторе».
Сезон 2006/07 провёл в «Барысе», сыграв 51 матч в первой лиге чемпионата России и 24 игры в чемпионате Казахстана.
Последний сезон провёл в составе павлодарского «Иртыша», выступая в первой лиге сыграл 18 игр, набрал 4+6 очков.